# Makoldi Miklós Zsombor
Makoldi Miklós Zsombor (Miskolc, 1983. január 23. –) magyar régész, a Magyarságkutató Intézet Régészeti Kutatóközpontjának igazgatója 2019-2023 között.

## Életútja
Makoldi Sándor festőművész és Pap Gizella néprajzos, muzeológus harmadik gyermekeként jött világra. Anyai ágon nagyapja a tokaji múzeumalapító Pap Miklós, Tokaj Város első díszpolgára, a Tokaji c. könyv (Gondolat, 1985) szerzője. Makoldi szülővárosának Tokajt tekinti, ide járt általános és középiskolába is. Volt a Tokaji Múzeum mb. igazgatója, ma is Tokajban él. 2019-2023 között a Magyarságkutató Intézet Régészeti Kutatóközpontjának igazgatója, régészeti projektjeinek vezetője volt, majd 2023-ban segédmunkatárssá fokozta le az intézet új főigazgatója, Prof. Dr. Kásler Miklós.
2023. december 13-án felmondott a Magyarságkutató Intézetnél.
Tokajban nevelkedett, tanulmányait is itt végezte (1989–1995: II. Rákóczi Ferenc Általános Iskola, Tokaj; 1995–2001: Tokaji Ferenc Gimnázium, Szakközépiskola és Kollégium – Tokaj, hatosztályos tagozat).
Érettségi után Budapestre került az Eötvös Loránd Tudományegyetem Bölcsészettudományi Karára, ahol régészet szakon végzett 2006-ban, ugyanitt szerezte meg doktori abszolutóriumát is. Az egyetemi évek alatt több régészeti feltáráson vett részt külföldön és belföldön egyaránt. Fő kutatási témája a sztyeppei lovasnépek régészeti leletanyagának és temetkezési szokásainak vizsgálata.
2006-os házasságát követően visszaköltözött Tokajba, ahol négy gyermeke született. Eközben a miskolci Herman Ottó Múzeumban helyezkedett el, majd 2013-tól a Tokaji Múzeumban dolgozott, amely intézménynek 2013-tól 2015-ig megbízott igazgatója is volt. Ekkoriban Borsod-Abaúj-Zemplén megye területen végzett régészeti feltárásokat, fő kutatási témája a tokaji Rákóczi-vár feltárása volt. 2019 májusától, 2023 áprilisáig a Magyarságkutató Intézet Régészeti Kutatóközpontjának igazgatója és az intézet régészeti projektjeinek vezetője. A Magyarságkutató Intézetnél végzett munkájában főképpen a magyarság kialakulásában szerepet játszó ázsiai lovasnépek kutatása, a magyar őstörténet, a honfoglalás és a korai Árpád-kor kutatása dominál. Legjelentősebb régészeti feltárása az intézettel az Abasár, Bolt-tető régészeti lelőhelyen zajló ásatás, ahol az Aba Sámuel által 1042-ben alapított bencés monostort tárják fel, ahol magát Aba Sámuelt is végső nyugalomra helyezték.
Makoldi ma is Tokajban él, a magyarságkutatásból adódó feladatai mellett lokálpatriótaként a Tokaj környéki régészeti lelőhelyekre is fókuszál.

## Családja
Anyai ági nagyapja Tokaj első díszpolgára: Pap Miklós. Édesapja Makoldi Sándor festőművész, néprajzos, édesanyja Pap Gizella néprajzos, muzeológus. Testvérei Makoldi Gizella festő-restaurátor művész és Makoldi Sándor Gyula szobrászművész, bronzöntő.
2006-ban vette feleségül Fekete Annát, akitől négy gyermeke született: Makoldi Emese Anna (2006), Makoldi Réka Ella (2008), Makoldi Csaba Miklós (2010) és Makoldi Márton Bendegúz (2012). Feleségétől 2021-ben elvált, gyermekei Tokajban élnek.

## Munkássága

### Munkahelyek
– 2002–2006: célfeladatra kötött megbízási szerződésekkel részt vett az Eötvös Loránd Tudományegyetem Régészeti Intézetének tudományos munkáiban, régészeti feltárásinak lebonyolításában (főképpen az M3-as autópálya Hajdú-Bihar megyei szakaszán)
– 2005–2008: határozott idejű közalkalmazotti szerződésekkel részt vett a miskolci Herman Ottó Múzeum régészeti feltárásain Borsod-Abaúj-Zemplén megye területén, illetve részt vett az ásatáson előkerült leletanyag tudományos feldolgozásában. A Borsod-Abaúj-Zemplén Megyei Múzeumi Igazgatóság munkatársaként kezdte meg 2007-ben a tokaji Rákóczi-vár feltárását, amit azóta is minden évben végez.
– 2008–2012: A Borsod-Abaúj-Zemplén Megyei Múzeumi Igazgatóság határozatlan idejű közalkalmazotti munkaviszonnyal kinevezett régész munkatársaként dolgozik Miskolcon. Ez idő alatt több nagyfelületű régészeti megelőző feltárást vezettett, illetve irányította ezen munkák tudományos feldolgozását és a leletanyag utógondozását is.
– 2007–2009 között a Miskolci Egyetem Bölcsészettudományi Karának Régészeti képzésén volt meghívott előadó. Több féléven keresztül oktatta a régésznövendékeket népvándorláskoros főkollégium, anyagismeret és szeminárium tantárgyak keretében.
– 2012 szeptemberétől a Tokaji Múzeum régész munkatársaként dolgozik, fő feladatának tekintve a tokaji Rákóczi-vár, a Tokaj belvárosi és a Tokaj környéki régészeti lelőhelyek feltárását, megkutatását, illetve tudományos szintű feldolgozásukat.
– 2013. május elsejétől az akkor önálló intézménnyé vált (a Borsod-Abaúj-Zemplén Megyei Múzeumi Igazgatóságtól 2013 január 01-el elszakadt) Tokaji Múzeum megbízott igazgatójaként dolgozott. Megbízatása 2015 június 30-ig tartott.
– 2015 júniusától igazgatóhelyettesként, majd a státusz megszüntetése után régészként dolgozik a Tokaji Múzeumban. Fő feladatai a régészeti osztály feladatainak ellátása, és emellett a múzeum bizonyos máscélú pályázatainak lebonyolítása, elszámolása.
– 2019 májusától 2023 áprilisáig a Magyarságkutató Intézet Régészeti Kutatóközpontjának igazgatója. Fő feladatai közé tartozik a magyarság kialakulásában szerepet játszó ázsiai lovasnépek kutatása, a magyar őstörténet, a honfoglalás és a korai Árpád-kor kutatása.

### Tudományos tevékenységek, intézeti tagságok
– 2001–2006 között tagja volt az Eötvös Loránd Tudományegyetem Régészeti Szakának Őskoros Régészeti Műhelyének és Népvándorláskoros Régészeti Műhelyének.
– 2005–2010 között részt vett a Csáji László Koppány által koordinált keletkutatási programban, melynek keretében Indiában és Oroszországban (Délnyugat-Szibéria) is végeztek tudományos, főképpen régészeti-néprajzi témájú kutatásokat.
– 2007 óta Tokaji Várbarátok Köre Egyesület tagja, 2008-ban pedig az egyesület elnökének választották, mely tisztséget azóta is betölti. Emellett 2007 óta végzi minden évben a tokaji Rákóczi-vár régészeti feltárását.
– 2011 óta a Miskolci Akadémiai Bizottság tagja, mely bizottság több programot szervez illetve koordinál, többek között az évente megrendezésre kerülő Régiós Konferenciát, melynek keretében bemutatják Északkelet-Magyarország újabb régészeti eredményeit.
– 2011-ben egyik főszervezője volt a Tokajban megrendezésre kerülő Castrum Bene Egyesület XVII. vándorgyűlésének, mely három napos középkoros régész konferencia volt 2011. május 6-8. között. A konferencia témája: Várak és Erősségek a XVI–XVII. században.
– 2012-ben a főállásban végzett régészeti és tudományos munkák mellett, a Tokaji Múzeum akkori igazgatójával, Jaczkó Zsolttal együtt nagyon sokat tett azért, hogy a múzeum muzeális kiállítóhellyé degradált működési engedélyét területi múzeum szintű működési engedélyre változtassák, hogy a 2013. 01. 01-i átszervezéskor Tokaj Város Önkormányzata méltó rangú múzeumot vehessen át a megyei szervezettől.
– 2013-tól a tokaji Helyi Értéktár Bizottság tagja, illetve a Borsod-Abaúj-Zemplén Megyei Értéktár Bizottság ülésein is rendszeresen részt vesz.
– 2013-ban egy hosszú távú „magyar–orosz” programot indított útjára, melynek célja Tokaj Város orosz kapcsolatainak erősítése. Ezen hosszú távú program első lépéseként „Magyar-Orosz Barátság” emléktáblát és Turkoly Sámuel emlékére kopjafát avatott több más szervezettel együtt a múzeum kertjében.
– 2013. május elsejétől múzeumvezetőként törekedett rá, hogy a Tokaji Múzeum bekapcsolódjon minden országos múzeumi rendezvénysorozatba, illetve szorosan együttműködjön Tokaj város kulturális és oktatási intézményeivel.
– 2014. december 6-án nagyszabású ünnepség keretében megkoszorúzták a Tokaji Múzeum kertjében elhelyezkedő orosz-magyar emléktáblát és Turkoly Sámuel kopjafát, illetve Szent Efrém férfikar koncertet szerveztek az ortodox templomban.
– 2015. február 10-én a Tokaji Múzeum, az Orosz Föderáció Magyarországi Nagykövetsége és a Magyar Huszár- és Katonai Hagyományőrző Szövetség közös rendezésében valósították meg az „Az orosz-magyar kereskedelmi kapcsolatok kialakulásának történetéről” című rendezvénysorozatot, ahol a Tokaji Múzeum anyagából történelmi életképet rendeztek be, illetve a Múzeum egy az orosz borvásárló bizottság történetét bemutató tablókiállítással is bemutatkozott, továbbá vetítéses előadást is tartott Makoldi a borvásárló bizottság történetéről. A rendezvénynek az Orosz Kulturális Központ adott helyet Budapesten.
– 2015 szeptembere és 2016 márciusa között irányította a Tokaji Múzeum műemléképületének teljes külső- belső felújítását és ezzel párhuzamosan felügyelte új tagintézményük, a Világörökségi Bormúzeum 2000 m2-es épületének teljeskörű átépítését és felújítását, illetve a 2015. november 10-én megnyíló új állandó kiállítás átadását.
– 2015. december 4-6 között háromnapos orosz-magyar katonai hagyományőrző konferencia és találkozó egyik főszervezője volt a Tokaji Múzeum, Tokaj Város Önkormányzata és a Magyar Huszár- és Katonai Hagyományőrző Szövetség közös rendezésében, melyen Simicskó István honvédelmi miniszter és a doni-kozák katonai hagyományőrző hadsereg főparancsnoka, Viktor Goncsarov is részt vett.
– 2015. december 6-án megkapta a Magyar Huszár- és Katonai Hagyományőrző Szövetség aranykeresztjét.
– 2016. április hónap második felében tanulmányúton vett részt Északkelet-Kínában, ahol az ázsiai hunok és a szkíták régészeti hagyatékát tanulmányozta Pekingben, Belső-Mongóliában és Xianban.
– 2016 folyamán a tokaji ortodox-templom műemléki felújításhoz kapcsolódó régészeti feltárást vezette.
– 2016. december 10-én megkapta az Orosz Föderáció Doni-Kozák Hadseregének vezetőjétől az Orosz Föderáció Bachlanov-keresztjét.
– 2017 ben a Tokaji Múzeum képviseletében Tokajban három helyszínen, Bodrogkeresztúrban a római katolikus templomnál végezett megelőző feltárásokat.
– 2017 évközben megírta a Tokaj város településrendezési tervéhez kapcsolódó régészeti munkarészt, melynek során 52 régészeti lelőhelyet ismertetett a város közigazgatási területén.
– 2017 júliusa óta A Tokaji Országzászlóért Egyesület titkára.
– 2017 december 9: V. Magyar-Orosz Barátság Nap szervezése, lebonyolítása
– 2018-ban a Nemzeti Kulturális Alapnál megpályázta, megszervezte, majd lebonyolította a Tokaj-hegyaljai és Tisza-menti várak régészeti és turisztikai lehetőségei napjainkban c. konferenciát (2018. szeptember 14.), melyhez konferenciakötet is készült.
– 2018. december 8-án, Tokaj Város Önkormányzatával, illetve a Magyar Huszár és Katonai Hagyományőrző szövetség közös szervezésében szervezőként és lebonyolítóként részt vett a VI. Magyar-Orosz Barátság Napja elnevezésű rendezvény kivitelezésében.
– 2007 óta minden évben ássa és népszerűsíti a tokaji Rákóczi-várat, 2008 óta minden év októberének első vasárnapján megrendezi és lebonyolítja a Tokaji Vár Napját (a Tokaji Várbarátok Köre Egyesület elnökeként
– 2008 óta a Tokaji Várbarátok Köre Egyesület elnöke, 2017 óta a Tokaji Országzászlóért Egyesület titkára és alapító, illetve vezetőségi tagja a Tokaji Pap Miklós Népfőiskolának is alapítása óta.
– 2016 óta tart magán- és egyesületi meghívásoknak eleget téve előadásokat a külföldi útjain szerzett tapasztalatai, illetve egyéni kutatásai alapján a sztyeppei lovasnépek Kárpát-medencei és sztyeppei kapcsolatairól, kialakulásukról, az őskori, és népvándorláskori történetükről; és főképpen kapcsolatukról a magyarsággal. Az előadások éves száma változó, általában 15–20 előadás évente.
– 2017 óta Simon Zoltánnal és Juan Cabelloval együttműködve többtucat műemlék építéstörténeti tudományos dokumentációjának elkészítésében vett részt.
– 2019. május 14. óta a Magyarságkutató Intézet Régészeti Kutatóközpontjának igazgatója, feladata a magyarságkutatással kapcsolatos régészeti feladatok ellátása.
– 2020 tavaszán a Magyarságkutató Intézet és a Kiskun Múzeum együttműködésében feltárásara került Kiskunfélegyháza Terjék-tanyán egy honfoglaló magyar temető.
– 2020 nyarán-őszén pedig a Tokaji Múzeummal együttműködve a tokaji Rákóczi-vár és a bodrogkeresztúri római-katolikus templom felújításához kapcsolódó feltárásokat vezette.
– 2020. október 12-én a Magyarságkutató Intézet vezetésével megkezdte az abasári Bolt-tető régészeti feltárását, ahol Aba Sámuel sírját sejtik a kutatók.
– 2021 márciusától folytatta az abasári feltárásokat, illetve a bodrogkeresztúri feltárásokat is vezető régészként.

### Szakmai célú külföldi útjai
2004: Ukrajna (Lviv – Kijev – Krím-félsziget – Odessza)
Diáktársaival szervezett kirándulásuk célja az volt, hogy részt vegyenek ottani ásatásokon, megismerjék az ottani múzeumok leletanyagát és személyes kapcsolatokat építsenek ki a kelet-kutató ukrán régészekkel. 5000  km-es útjuk során beutazták egész Ukrajnát, érintve Lviv-et (korábban: Lvov, Lemberg), illetve Kijevet is, de idejük nagy részét a Krím-félsziget régészeti lelőhelyeinek bejárásával, megismerésével töltötték, miközben három hétig tevékenyen részt vettek Zavetnoe falu mellett egy késő szkíta temető gazdag mellékletű női sírjainak feltárásán.
2005: India (Bombay – Gudzsarat – Radzsasztán – Thar-sivatag)
Csáji László Koppány néprajzkutató kutatócsoportjához csatlakozva 2005-ben Északnyugat-Indiába sikerült eljutnia, ahol tanulmányozhatta az egykori Heftalita – fehér hun birodalom délkeleti részének mai néprajzi világát és a korabeli régészeti lelőhelyeket. A repülőutat nem számítva, közel 8000 km-t tettek meg terepmunkájuk során, érintve a hajdani radzsput királyság főbb központjait (pl.: Udaipur, Jodpur, Jasalmer, Chittorgar). Útjukról 10 részes dokumentumfilm sorozatot készített a Duna Televízió.
2010: Oroszország – Szibéria (Cseljabinszk – Jekatyerinburg – Ujelgi – Szintasta)
Csáji László Koppány néprajzkutató kutatócsoportjával 2010-ben Szibériában egy több ezer kilométeres körutat tett, amely során részt vettek az Ujelgi-tó mellett zajló régészeti feltárásokon, ahol ősmagyar jellegű temetkezéseket és leletanyagot találtak, mely számára különösen izgalmas téma. Emellett meglátogathatott sok szkíta, bronzkori és hunkori régészeti lelőhelyet is, illetve komoly kapcsolatokat építettek ki a helyi régészekkel és a Cseljabinszki Állami Egyetemmel.
2016: Kína északkeleti része: Peking-Hohhot-Ordosz-Xian-Peking
A Két Hollós könyvesbolt és szakmai műhely szervezésében Obrusánszky Borbála és Szántai Lajos vezetésével vett részt a tudományos célú kiránduláson, mely során a főváros, Peking és a Xianban lévő kínai agyaghadsereg megtekintésén túl a fő cél az ázsiai-hunok eredeti régészeti lelőhelyein és a múzeumokban fellelhető hagyatékának megtekintése volt. Legnagyobb benyomást a Belső-Mongólia autonóm terület fővárosában, Hohhotban található múzeum és az Ordoszi Múzeum megtekintése tette rá, ahol az ázsiai-hun leletanyag mellett komoly szkíta, népvándorláskori lovasnomád és magyar jellegű leletanyag is megtalálható volt.

### A következő régészeti feltárásokon vett részt
Egyetemi évek alatt:
- Polgár – Hajdúnánás – Hajdúböszörmény – Görbeháza közti autópálya szakaszok megelőző feltárásai: (telepek és temetők) neolitikum, rézkor, bronzkor, vaskor, népvándorlás és középkor
- Vecsés: (telep és temető) császár- illetve hun kor
- Zalavár: (település és temető) IX–XI. sz.
- Hajdúszoboszló: (telepek és temetők) neolitikum, rézkor, császárkor, honfoglalás- és kora Árpád-kor
- Sajópetri: (temető) késő avar kor, (telep) kelta kor
- Bodroghalom: (temető) honfoglalás kor.
- Balatonszárszó: (telepek) neolitikum és avar kor
- Rákóczifalva: (telepek és temetők) neolitikum, rézkor, bronzkor, császárkor, germánok (V–VI.sz), avar kor, Árpád-kor
- Zavetnoe (Krím, Ukrajna) késő szkíta temető női sírjainak feltárása (II–I. sz)

A Herman Ottó Múzeum munkatársaként:
- Pácin (telep): bronzkor, Árpád-kor
- Miskolc-Diósgyőr (vár-középkor): ágyúöntő műhely feltárása
- Miskolc-Diósgyőr (középkor): Pálos kolostor feltárása
- Tokaj, Rákóczi-vár (középkor): 2007-től minden évben
- Hejőpapi (telep, temető) 2008–2010 között közel 40 000 m²: neolitikum, kelták, császárkor, avarok, Árpád-kor, középkor
- Szerencs – Református templom (temető, telep): Árpád-kor, középkor, császárkor
- Sajószentpéter 26-os elkerülő út (telep): császárkor
- Tokaj, Aranysas-szálló (telep, temető): rézkor, császárkor, Árpád-kor, középkor
- Tokaj, Bethlen Gábor utca 10 (telep): rézkor, Árpád-kor, középkor
- + számos kisebb régészeti megfigyelés és hatástanulmány

A Tokaji Múzeum munkatársaként:
- Bodrogkeresztúr (telep): bronzkor
- Legyesbénye (telep): császárkor
- Tarcal (telep): kora újkor
- Tiszatardos (temető): Árpád-kor
- Mád (telep): császárkor
- Bodrogkisfalud (telep): neolitikum
- Tarcal (temető): népvándorláskor, kora újkor
- Csobaj (telep): Árpád-kor
- Tarcal, Szentkereszt-dűlő: Stefanita ispotály (XII. század) körüli temető megkutatása
- Tokaj, Rákóczi vár feltárása: középkor – kora újkor (2007 óta minden évben)
- Tokaj, Ortodox-templom műemléki kutatásához kapcsolódó régészeti kutatás
- Tokaj, Generális-ház: késő rézkor, kora újkor
- Tokaj, Óvár u. 15.: neolitikum, rézkor, császárkor, Árpád- és középkor, kora újkor
- Bodrogkeresztúr, Római katolikus templom műemléki kutatásához kapcsolódó régészeti feltárás (XIV–XVIII. sz)

A Magyarságkutató Intézet munkatársaként:
- Kiskunfélegyháza, Terjék-tanya: honfoglaló magyar temető
- Bodrogkeresztúr, Római Katolikus templom műemléki felújításához kapcsolódó feltárás
- Tokaj, Rákóczi-vár: középkori, kora újkori vár feltárása
- Abasár, Bolt-tető: X–XVII. századi nemzetségfői, királyi és egyházi központ, majd bencés monostor feltárása

## Díjak, elismerések
- A Magyar Huszár- és Katonai Hagyományőrző Szövetség aranykeresztje (2015)[1]
- Az Orosz Föderáció Doni-Kozák Hadseregének vezetőjétől (Viktor Goncsarov) az Orosz Föderáció Bachlanov-keresztje (2016)[1]
- A Magyar Érdemrend lovagkeresztje (2021)[2]

## Művei

### Publikáció
A Sajópetri határában feltárt avar temető lovas sírjai, különös tekintettel a temetkezési szokásokra. In: „Sötét idők falvai” konferenciakötet, Debrecen, 2006 ===
- A diósgyőri ágyúöntő műhely feltárása. Múlt-kor történelmi internetes portál 2006.[5]
- Diósgyőr-Várfürdő lelőhelyen előkerült középkori bronzöntőműhely feltárása. In: Pataki Régészeti Híradó, online folyóirat I. évf. 3. szám, 2007[6]
- Pácin Alsókenderszer dűlő. In: Pataki Régészeti Híradó, online folyóirat I. évf. 5. szám, 2007[7]
- A tokaji Rákóczi-vár feltárása 2007. Múlt-Kor történelmi internetes portál 2007.[8]
- Megkezdődött a tokaji vár feltárása. In: Pataki Régészeti Híradó, online folyóirat I. évf. 7–8. szám, 2007[9]
- Elődeink elődei (Tokaj-hegyalja a régészet tükrében) In: Természeti és emberi kincseink (A Hegy-vidék és a Tokaji Természetvédelmi Egyesület különkiadványa) Tokaj, 2007, 20–21.[10]
- Vitéz idők tanúja – Tokaj nemes vára. in: Természeti és emberi kincseink (A Hegy-vidék és a TOTEM különkiadványa) Tokaj, 2007. 72–75.[11]
- Előzetes jelentés a tokaji vár kutatásáról I. In: Pataki Régészeti Híradó, online folyóirat I. évf. 9. szám, 2007[12]
- Tokaj Vára. In: Várak, Kastélyok, Templomok 2007. III. évf. 6. szám, 12–15.[13]
- Jelentés Tokaj várának alaprajzhitelesítő feltárásáról. In: Pataki Régészeti Híradó, online folyóirat I. évf. 10–11. szám, 2007[14]
- Tokaj vára a 2007. évi feltárások tükrében. In: Castrum. A Castrum Bene Egyesület hírlevele 7. 2008/1. 168–196. (Szerk.: Feld István)[15]
- Adatok a Hernád-völgyi avar lovassírok temetkezési szokásaihoz. In: Herman Ottó Múzeum Évkönyve XLVII, 2008, 113–146.[16]
- Jelentés Tokaj várának alaprajzhitelesítő feltárásáról 2008.06.30. – 2008.11.15. Castrum Hírlevél 9. 2009/1. 57–63.[17]
- Bulgária, a Duna menti összekötő kapocs a sztyeppe és a Kárpát-medence között. In: Avarok Bolgárok, Magyarok konferenciakötet. Budapest, 2009, 47–60.[18]
- Jelentés a tokaji Rákóczi vár alaprajzhitelesítő feltárásának 2009-es évadáról. In: Castrum Hírlevél 11. 2010/1. 86–93.[19]
- Tokaj, Rákóczi-vár. Castrum Hírlevél 13, 2011/1 79-85.[20]
- Tokaj, Rákóczi-vár múltja az elmúlt öt év ásatási tapasztalatinak tükrében. In: Herman Ottó Múzeum Évkönyve L, 2011, 205–218.[21]
- A „pogány” népek egyik jellegzetes temetkezési szokása, a lovastemetkezés, a régészeti leletek tükrében. In: Kőrösi Csoma-kötetek – Lelki élet, vallásosság, 2013. Kovászna, Erdély. 171–217.[22]
- Bulgaria – The Link Between the Steppe and The Carpathian Basin Along the Danube. In.: Avars, Bulgars and Magyars on the Middle and Lower Danube София − Piliscsaba 2014, 55–60.[23]
- László Domboroczki – András Kalli – Miklós Makoldi – Eszter Tutkovics: The Füzesabony-Gubakút Settlement Development Model of the Alföld Linear Pottery Culture in the Light of the Recent Archaeological Discoveries at Hejőpapi Szeméttelep (2008–2011) and Bükkábrány-Bánya VII-Vasúti Dűlő (2009–2011) címmel, a Journal of Historical Archaeology & Anthropological Sciences, Volume 2, Issue 2, 2017.[24]
- Társszerzője a 2018. 05. 18-án megjelent, Tokaj és környéke értékei c. kiadványnak, melyet a Pap Miklós Népfőiskola jelentetett meg[25]
- A tokaji Rákóczi-vár régészeti kutatásának főbb eredményei (2007–2018) In: Makoldi Miklós (szerk.): Tokaj-hegyaljai és Tisza-menti várak régészeti és turisztikai lehetőségei napjainkban c. konferenciakötet. Tokaji Múzeum kiadványai I. 2019[26]